# Susanne Schapowalow
Susanne Schapowalow (geb. Wietz; * 29. Januar 1922 in Berlin; † 6. Juni 2022) war eine deutsche Fotografin, die durch ihre Aufnahmen von Musikidolen in den Nachkriegsjahren bekannt wurde.

## Leben
Susanne Schapowalow wurde als Tochter eines Kaufmanns und einer Fotografin geboren und wuchs in Berlin-Friedenau auf. Bereits in jungen Jahren begann sie mit ihrer Mutter zu fotografieren. 1935 übersiedelte die Familie nach Hamburg, wo Susanne Schapowalow ihren Schulabschluss mit der Mittleren Reife machte. Drei Jahre später lernte sie ihren späteren Ehemann, den russischen Ikonenmaler Boris Schapowalow, auf einer Jugoslawienreise kennen und begann eine sieben Jahre dauernde Korrespondenz mit ihm.
1941 besuchte Schapowalow die höhere Handelsschule mit den Schwerpunkten Englisch und Spanisch. Anschließend absolvierte sie eine dreijährige Fotografenausbildung im Atelier von Olga Linckelmann am Jungfernstieg in Hamburg. Anfang 1944 begann sie bei der Dokumentarfilm-Gesellschaft „Roto-Film“ zu arbeiten, deren Räume jedoch Ende des Jahres zerbombt wurden. 1945 heiratete sie Boris Schapowalow. Das Paar bekam eine Tochter; die Ehe hielt nur kurz. In den Jahren zwischen 1946 und 1949 begann Schapowalow als freie Fotografin zu arbeiten. Nach einer Anstellung 1949 beim „Telegraph“ in Hamburg kehrte sie 1950 zur Selbstständigkeit zurück und konzentrierte sich auf Jazz, Architektur und Neue Musik. Sie fotografierte für Zeitschriften wie „Der Spiegel“, „GEO“, „Kristall“, „Stern“ und „Constanze“ sowie namhafte Werbeagenturen. „Der NDR hat mir viele Türen geöffnet. Ich machte Sachen, an die man sonst nicht rankam“, sagte sie 2010.
1980 gründete sie die „Bildagentur Susanne Schapowalow“ mit dem Schwerpunkt „Tourismus weltweit“ in Hamburg, in der sie mehr als 650 Fotografen unter Vertrag nahm. Im Jahr 2003 verkaufte Schapowalow die Agentur. Sie lebte in Malente (Schleswig-Holstein).

## Werke
Als freie Fotografin lichtete Susanne Schapowalow Musik-Idole wie Louis Armstrong, Chet Baker, Miles Davis, Duke Ellington, Quincy Jones, Eartha Kitt und Nina Simone ab. Auch Filmstars, wie zum Beispiel Orson Welles, ließen sich von ihr fotografieren, desgleichen der Verleger Ernst Rowohlt, der Nobelpreisträger Albert Schweitzer, der Komponist Igor Strawinsky sowie die Schauspielerin und Sängerin Marlene Dietrich.
Ikonographisch geworden ist ein Foto Susanne Schapowalows, das Fred Bunge auf dem zerbombten Heiligengeistfeld in Hamburg 1949 zeigt und laut der Fotografin die Auferstehung Deutschlands aus Ruinen versinnbildlicht. Zur Entstehung schrieb Schapowalow, dass sie mit dem Jazztrompeter des Joe-Wick-Orchesters nach dem historischen 23. Mai 1949 durch Hamburgs Innenstadt spaziert sei: „Ich weiß nicht mehr, ob Fred Bunge den Vorschlag machte, sich da oben in eine Ruine zu stellen, oder ob es meine Idee war. Es gefiel mir. Nicht ganz ungefährlich, aber er machte eine gute Figur. Als er dort stand und Trompete blies, kamen zwei Kinder, setzten sich auf einen Holzkarren und hörten zu. Eine improvisierte Situation. Das finde ich immer schön, wenn sich so etwas ohne mein Zutun ergibt.“
Susanne Schapowalows Fotografie zeichnet sich durch Nähe zum Geschehen aus. Die Fotografin begleitete die Künstler während ihrer Tourneen, ihre Fotos zeigen sie bei ihren jeweiligen Auftritten, mit dem Publikum und hinter der Bühne.

## Ausstellungen
Erstmals seit den 1950er Jahren wurden die zuvor ausschließlich in Zeitungen abgebildeten Fotografien in der Galerie Camera Work, Berlin, zu Beginn des Jahres 2009 ausgestellt. Susanne Schapowalow zeigte ihre Fotografien 2009 in einer Gemeinschaftsausstellung im Eutiner Kreishaus und in Scharbeutz zusammen mit Gemälden ihrer Tochter Natascha Brüggemann-Neynaber. 2010 folgte eine Ausstellung in Malente. Im Frühsommer 2012 waren ihre Fotografien Bestandteil der Ausstellung 60 Jahre Jazz im NDR im Levantehaus in Hamburg. Weiterhin konnten über 100 Fotografien im Hotel „Ellington“ in Berlin betrachtet werden. 2025 zeigt das Ostholstein-Museum in Eutin eine Ausstellung mit rund 100 Fotografien aus dem Nachlass unter dem Titel „Susanne Schapowalow (1922-2022) – photography of unforgettable times“.